# 魯德尼亞 (里普基區)
51°33′58″N 30°44′0″E / 51.56611°N 30.73333°E
魯德尼亞（烏克蘭語：Рудня），是烏克蘭北部的村莊，隸屬切爾尼希夫州的切爾尼希夫區。該村始建於1651年，面積0.42平方公里，海拔高度139米，2001年人口25，人口密度每平方公里59.5人。